# Kujtim Çashku
Kujtim Çashku (nascut el 5 d'agost de 1950) és un director de cinema i guionista d'Albània que ha guanyat nombrosos premis en festivals internacionals de cinema, inclòs el Premi de la Crítica al Bastia Mediterranean Film de 1996. Festival i el Premi UNESCO al Festival de Cinema de Venècia de 1998 per Kolonel Bunker, el Premi al Millor Guió, el Premi FIRESCI i la Piràmide de Plata al Festival Internacional de Cinema del Caire de 2005, així com la Palmera de Bronze, menció a la banda sonora i a la millor fotografia a la XXVII edició de la Mostra de València per Syri magjik, i el premi CEI al Trieste Film Festival pel seu "valent compromís amb el desenvolupament del cinema albanès". És el fundador i director de l'Acadèmia de Cinema i Multimèdia Marubi de Tirana, la primera universitat de cinema d'Albània, així com el supervisor d'OraFilm, la primera productora cinematogràfica d'Albània, i fundador i organitzador del primer Festival de Cinema de Drets Humans d'Albània  (IHRFFA).

## Carrera com a cineasta i educador
Natiu de Tirana, Kujtim Çashku va estudiar a l'Institut Superior d'Arts de la ciutat així com a l'Institut d'Art teatral i cinematogràfic de Bucarest i va començar la professió de cineasta el 1975, treballant com a ajudant de direcció. Durant els anys següents, a mesura que la seva carrera el va portar a França, Polònia i Alemanya, es va convertir, en el procés, en la personalitat del cinema més coneguda internacionalment d'Albània per dirigir el drama romàntic de 1989 Balada e Kurbinit així com per escriure i dirigir el drama polític de 1996  Kolonel Bunker, que es va convertir en la presentació oficial d'Albània als Premis Oscar i va guanyar premis internacionals, inclòs el prestigiós CIFT ETC Enrico Fulghinoni a Venècia el 1998. El seu èxit internacional més divulgat va ser amb la road movie de 2005 Syri magjik, que va guanyar 9 premis internacionals, entre ells el FIPRESCI 2005, "Silver Pyramid" a la millor pel·lícula i millor actor al Festival Internacional de Cinema del Caire de 2005, "Palmera de Bronze" a la millor fotografia i a la millor Música a la Mostra de València 2006, així com Premi CEI i Tercer Premi del Públic a la Millor Cinema al Festival Internacional de Cinema de Trieste 2007.

## Filmografia
- 1976 Pranverë në zemrat tona (documental)
- 1977 Ata ishin katër amb Esat Musliu
- 1979 Ballë për ballë amb Piro Milkani
- 1980 Pas vdekjes
- 1982 Shokët
- 1983 Dora e ngrohtë
- 1985 Të paftuarit basat en escrits d'Ismail Kadare
- 1987 Vrasje ne gjueti
- 1989 Balada e Kurbinit
- 1996 Kolonel Bunker
- 2004 Syri magjik

### Guions
- 1996 Koloneli Bunker
- 2003 Equinox
- 2004 Syri magjik